# Catherine Swynford

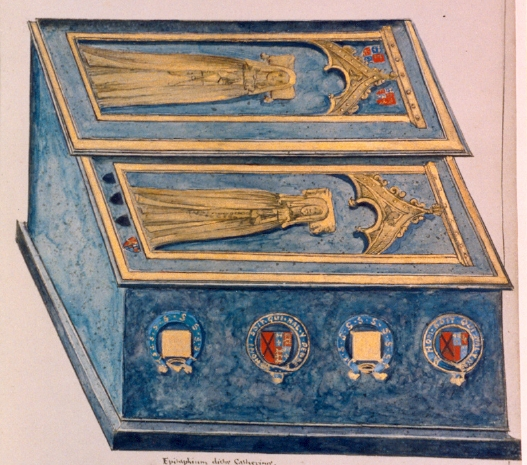
Catherines Sarg neben dem ihrer Tochter, Joan Beaufort

Catherine Swynford (auch Katheryne oder Kathrine, geb. de Rouet) LG (* um 1350; † 10. Mai 1403 in Lincoln) war Mätresse und spätere Ehefrau von John of Gaunt, dem vierten Sohn von Eduard III. von England und ersten Duke of Lancaster. Sie begründete mit ihm das Haus Beaufort.

## Leben
Catherine Swynford war die Tochter von Gilles de Roet oder Roelt, später auch bekannt als Pan oder Payne de Rouet, der wahrscheinlich aus Hennegau im heutigen Belgien stammte. Der Chronist Jean Froissart vermutet, dass Payne de Roet im Gefolge von Philippa von Hennegau nach England kam, als diese den englischen König Eduard III. heiratete. Catherine und ihre drei Geschwister, Isabel (oder Elisabeth), Walter und Philippa Roet wurden etwa zwischen Mitte der 1330er und Ende der 1340er Jahre geboren. Catherine und Philippa wurden vermutlich deutlich später als Walter und Isabel geboren, eventuell als Kinder einer zweiten Ehe von Payne de Roet. Es ist nicht ganz klar, ob Catherine und Philippa in England geboren wurden oder in Hennegau, während eines längeren Aufenthalts ihres Vaters dort.
Während Isabel im Konvent von Sainte Waudru in Mons untergebracht wurde, wuchsen die übrigen drei Kinder von Payne de Roet in England auf und traten in die Dienste verschiedener Mitglieder der königlichen Familie: Walter in den Dienst von Edward, dem englischen Thronfolger, Catherine in den Dienst der Königin und Philippa in den Dienst von Elizabeth, Countess of Ulster, Ehefrau von Lionel of Antwerp, dritter Sohn des Königs. Am Hof lernte Philippa vermutlich auch ihren Ehemann kennen, den künftigen Dichter Geoffrey Chaucer.
Catherine wurde mit dem Ritter Hugh Swynford verheiratet, der ein Anwesen namens Kettlethorpe Manor in Lincolnshire von seinem kürzlich verstorbenen Vater geerbt hatte und der vermutlich in den Diensten von John of Gaunt stand, dem vierten Sohn des Königs. Catherine und Hugh hatten vier Kinder: Blanche, Margaret, Dorothy und Thomas. Catherine Swynford war spätestens seit 1365 eine Hofdame von Blanche of Lancaster, der Ehefrau von John of Gaunt. Später wurde sie zur Gouvernante der beiden Töchter Elisabeth und Philippa, der Schwestern des späteren Königs Heinrich IV. von England.
Im Juni segelte John of Gaunt nach Frankreich, wo er seinen älteren Bruder Eduard, den schwarzen Prinzen, unterstützte, der Aquitanien, das zum englischen Krongebiet gehörte, gegen Karl V. von Frankreich und Heinrich II. von Kastilien verteidigte. Hugh Swynford war Teil des Gefolges von John of Gaunt und starb am 13. November 1371 in Aquitanien aus unbekannten Gründen. Als Witwe mit vier Kindern wäre Catherine in einer prekären Situation gewesen, wenn John of Gaunt nicht ihr Jahreseinkommen deutlich erhöht und während der Minderjährigkeit ihres Sohnes das Eigentumsrecht ihres Anwesens auf sie übertragen hätte.

### Nachkommen
Obwohl John of Gaunt aus politischem Kalkül Konstanze von Kastilien gerade geheiratet hatte, wurde Catherine vermutlich um 1372 Johns Konkubine. Während dieser Liebesbeziehung brachte Catherine vier außereheliche Kinder zur Welt, die John als die seinen anerkannte:
- John Beaufort, 1. Earl of Somerset (1373–1410) ⚭ Margaret Holland (1385–1429)
- Henry Beaufort (1375–1447), Kardinal
- Thomas Beaufort, 1. Duke of Exeter (1377–1426) ⚭ Margaret Neville
- Joan Beaufort, Countess of Westmorland (1379–1440), ⚭ (1) Robert de Ferrers, 2. Baron Ferrers of Wemme († 1396); ⚭ (2) Ralph Neville, Earl of Westmorland (1364–1425)

Spätestens um 1378 war die Liebesbeziehung zwischen den beiden ein öffentlich bekannter Skandal. 1382 trennte sich der zunehmend bei Adel und Volk unbeliebte John of Gaunt aus politischen Gründen von Catherine und entließ sie aus seinem Dienst. Er stellte ihr aber eine Jahrespension von 200 Pfund zur Verfügung und sorgte auch für ihre Kinder. Catherine zog sich daraufhin nach Lincoln zurück.
1387 wurde Catherine Swynford als Lady of the Garter in den Hosenbandorden aufgenommen.
Nach einer längeren Abwesenheit John of Gaunts auf den europäischen Kontinent nahmen Catherine und John nach 1389 ihre Liebesbeziehung wieder auf. Nach Konstanze von Kastiliens Tod 1394 heirateten John und Catherine 1396 mit Einwilligung des Papstes, ein für die damalige Zeit skandalöser Vorgang, da Catherine aufgrund ihrer Herkunft gesellschaftlich weit unter John of Gaunt stand. Die bis dahin unehelichen Kinder wurden von John of Gaunts Neffen, König Richard II., für ehelich erklärt. Offiziell ausgeschlossen von der Thronfolge, gelang es den Nachkommen später, den englischen und auch den schottischen Thron zu besteigen. Das Haus Tudor geht auf John Beauforts Enkelin Margaret Beaufort (1443–1509) zurück.
John of Gaunt starb am 3. Februar 1399 in Leicester Castle, nach seinem Tod lebte Catherine Swynford zurückgezogen in ihrem Haus The Priory in Lincoln. Sie starb dort 1403 und wurde in der Lincoln Cathedral beerdigt.

## Reputation und Nachleben
Catherine Swynfords Name war aufgrund ihrer außerehelichen Beziehung mit John of Gaunt seit ihren Lebzeiten mit Skandal verbunden. Ihr Leben hat auch das Interesse heutiger Autoren geweckt. So ist sie Protagonistin einiger Romane, darunter Anya Setons Katherine aus dem Jahr 1954, das auch heute noch für ihre gute historische Recherche und Figurenzeichnung der Hauptfigur gelobt wird. Auch sind in den 2000er Jahren Biografien zu Catherine Swynford erschienen: Alison Weirs Katherine Swynford: The Story of John of Gaunt and his Scandalous Duchess und Jeannette Lucrafts Katherine Swynford: The History of a Medieval Mistress.